# Comuna Popivți, Kremeneț
Popivți (în ucraineană Попівці) este o comună în raionul Kremeneț, regiunea Ternopil, Ucraina, formată din satele Novîi Kokoriv, Popivți (reședința), Starîi Kokoriv și Vesela.

## Demografie
Componența lingvistică a comunei Popivți
     Ucraineană (99,8%)
     Alte limbi (0,2%)
Conform recensământului din 2001, majoritatea populației comunei Popivți era vorbitoare de ucraineană (99,8%), existând în minoritate și vorbitori de alte limbi.